# Стефан Зафиров
Стефан Зафиров (Хаджизафиров) е български учител, адвокат и общественик.

## Биография
Роден е през 1846 г. в Ески Заара. Негов баща (или чичо) е Никола Зафиров, свещеник в Стара Загора през 1850-те години. Превежда „Книга за изповед или кратки наставления към всекий духовний отец и християнин. Списана на гръцки от патриарха константинополскаго г. Калиника, а преведена от ескизагорскаго економа п. Никола Зафиров и от елинскаго учителя И. Д. Цариград, в печатницата Ц. вестника и содружия, 1859.“ Издадена е в 535 екземпляра със спомоществователи от Габрово, Елена, Никопол, Търново и Чирпан.
Завършва петокласното мъжко Светиниколско училище в Стара Загора. Учителства в село Трънково, Старозагорско (1867 – 1869), Стара Загора (1870), село Ахиево, Старозагорско (1871 – 1873), Горна Оряховица (1874) и Велико Търново (1875 – 1877). Братята му Христо и Георги Зафирови са също учители в Старозагорско и Пазарджишко. Участва в подготовката на Старозагорското въстание от 1875 г. В своята книга „Видрица“ поп Минчо Кънчев го споменава като един от многото учители „които приличат на нази – хаирсъзи“.
След Освобождението е съдебен служител и първи адвокат в Стара Загора. Има сведения, че и в началото на XX век работи като адвокат в Стара Загора. Цигулар е в оркестъра при читалището в „Акарджа“. Има три дъщери – Райна Хаджиилиева (1890 – 1973), Невена Зафирова (1898 – 1989) и Наталия Тончева (1900 – 1990) и едно осиновено дете, като и трите сестри участват в основаването на Старозагорската опера.
Не е известно кога и къде умира Стефан Зафиров.